# Visconde de Ovar
Visconde de Ovar é um título nobiliárquico criado por D. Maria II de Portugal, por Decreto de 25 de Julho de 1849, em favor de António da Costa e Silva, antes 1.º Barão de Ovar.
Titulares
1. António da Costa e Silva, 1.º Barão e 1.º Visconde de Ovar;
2. António Maria Pereira da Costa, 2.º Visconde de Ovar.

Após a Implantação da República Portuguesa, e com o fim do sistema nobiliárquico, usou o título: 
1. António Martim de Castelo Branco de Melo, 3.º Visconde de Ovar, 6.º Conde e 5.º Marquês de Ficalho.